# Afera trucicielska

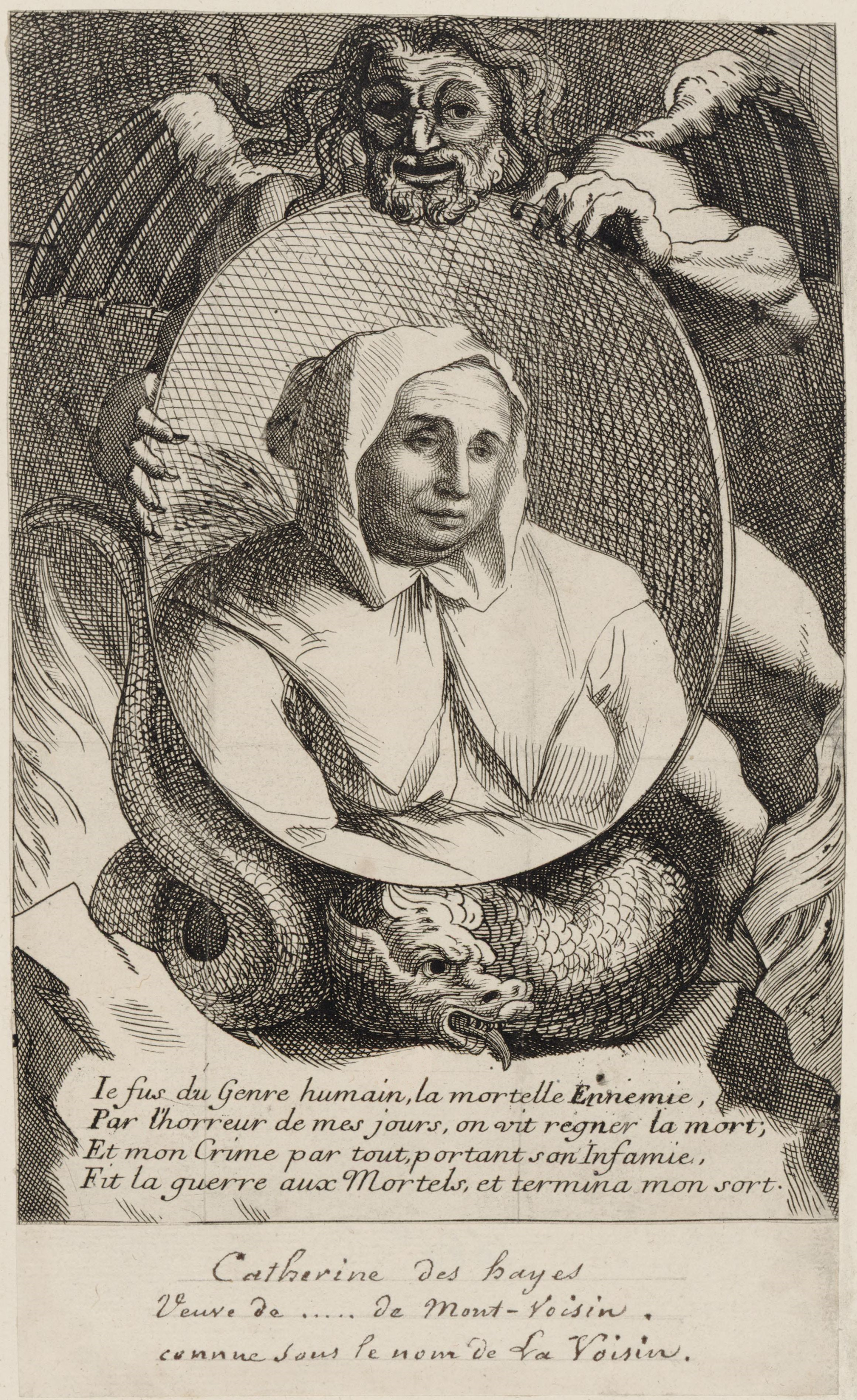
Catherine Deshayes, „La Voisin”, siedemnastowieczny druk ukazujący Deshayes w otoczeniu uskrzydlonego diabła, śmierci i kilku innych personifikacji

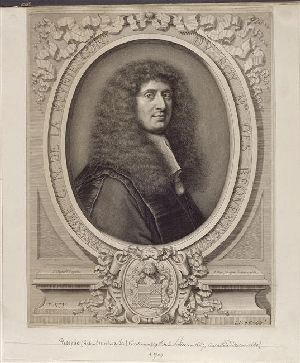
Gabriel Nicolas de La Reynie (1625–1709)

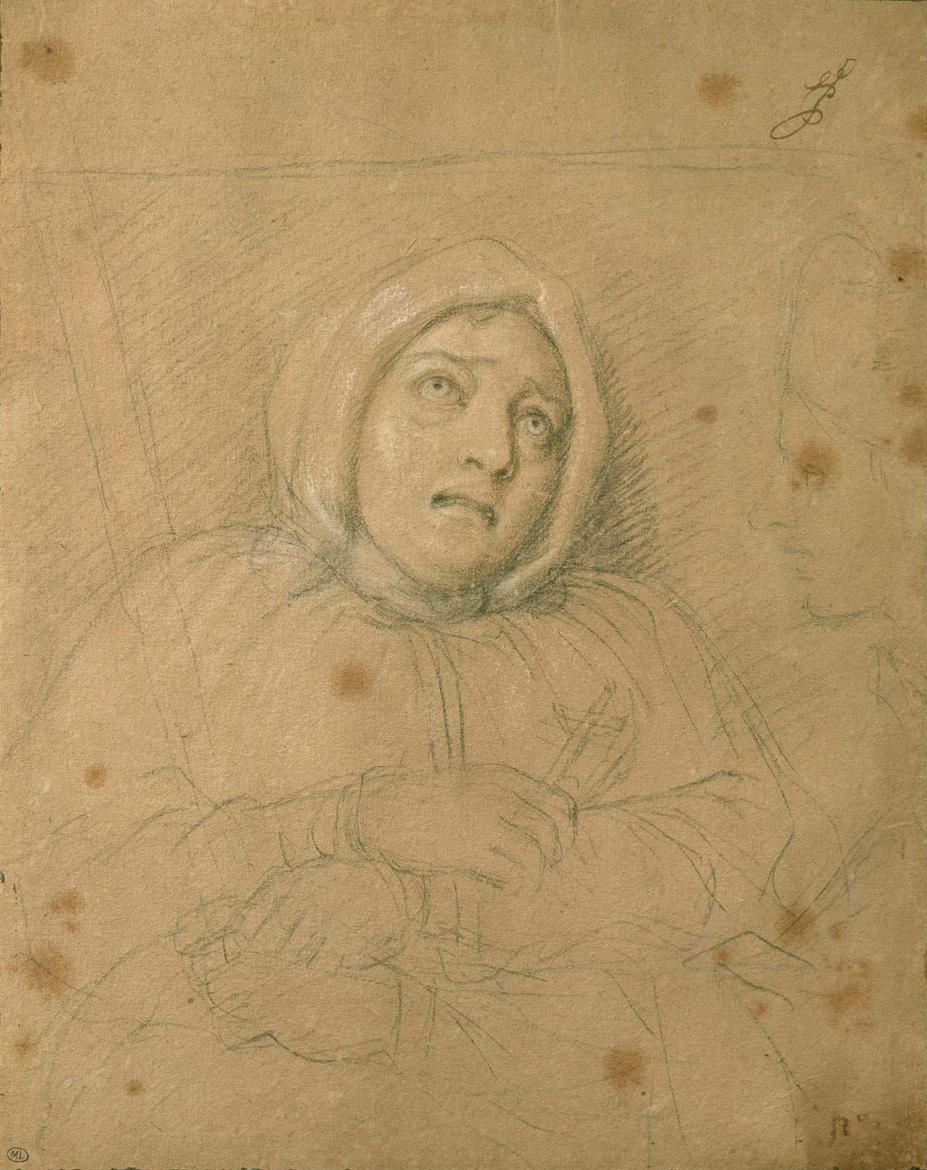
Marie Magdalene Margerite d’Aubray, markiza Brinvilliers

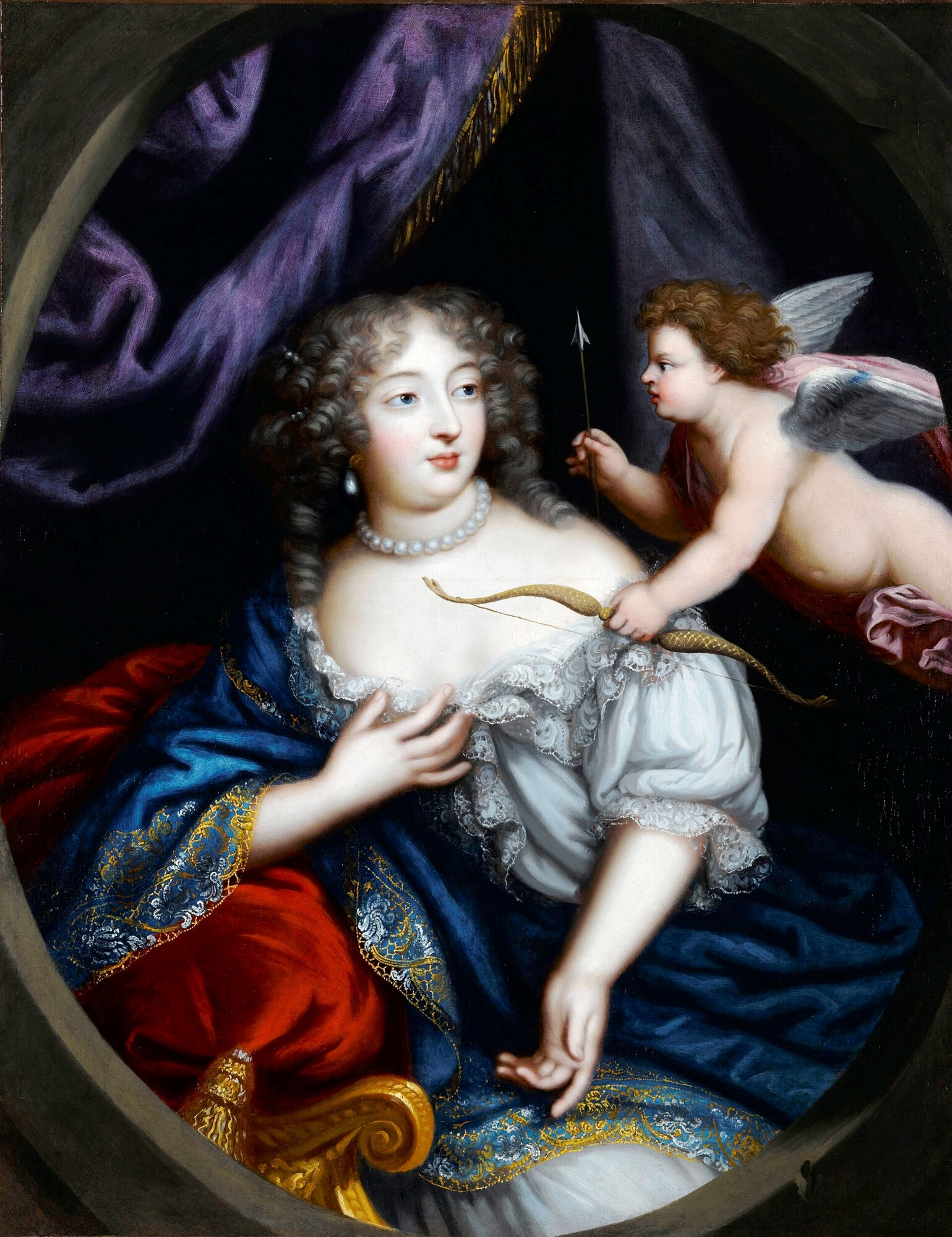
Françoise Athénaïs de Rochechouart de Mortemart, kochanka króla Ludwika XIV

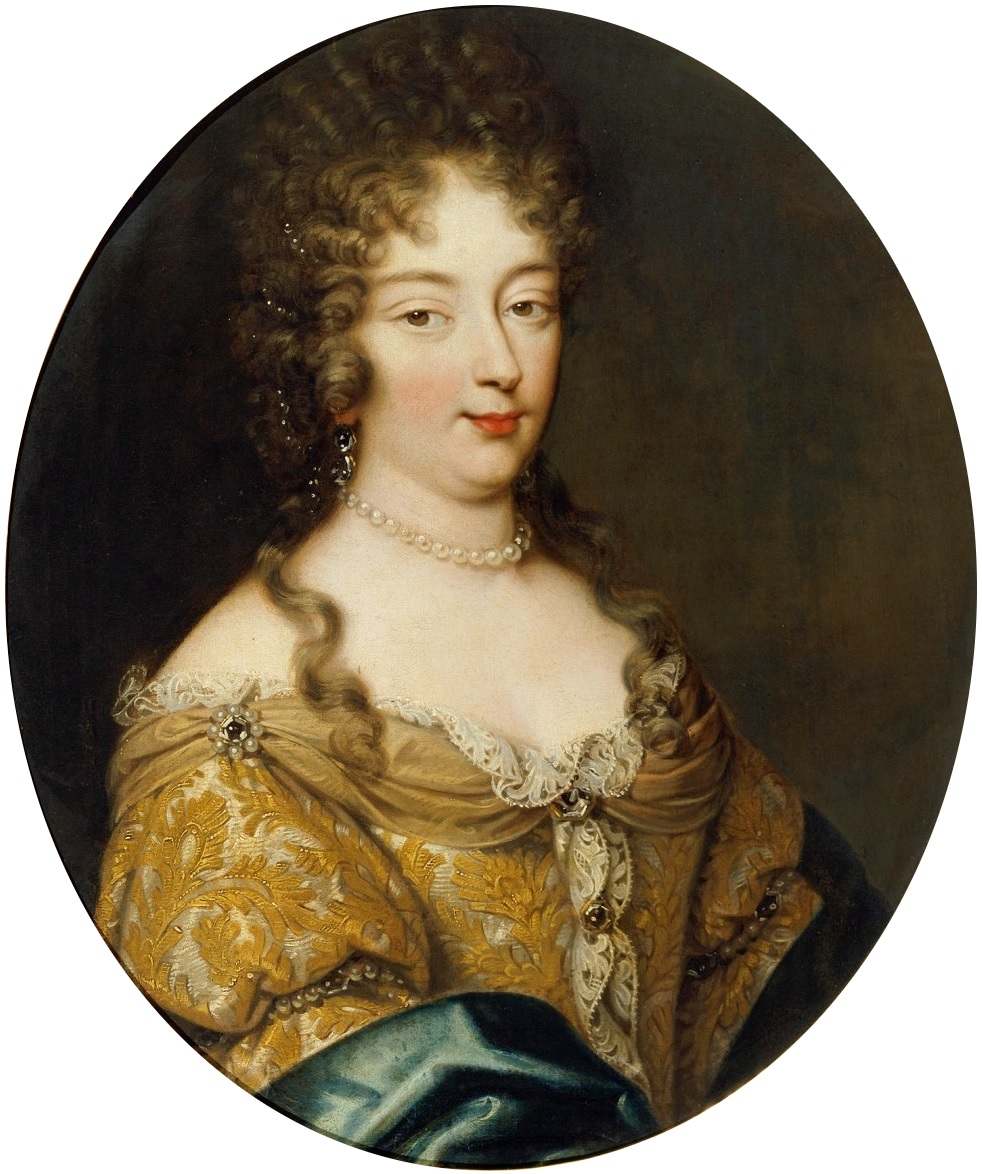
Olimpia Mancini, hrabina de Soisonss, krótkotrwała kochanka Ludwika XIV

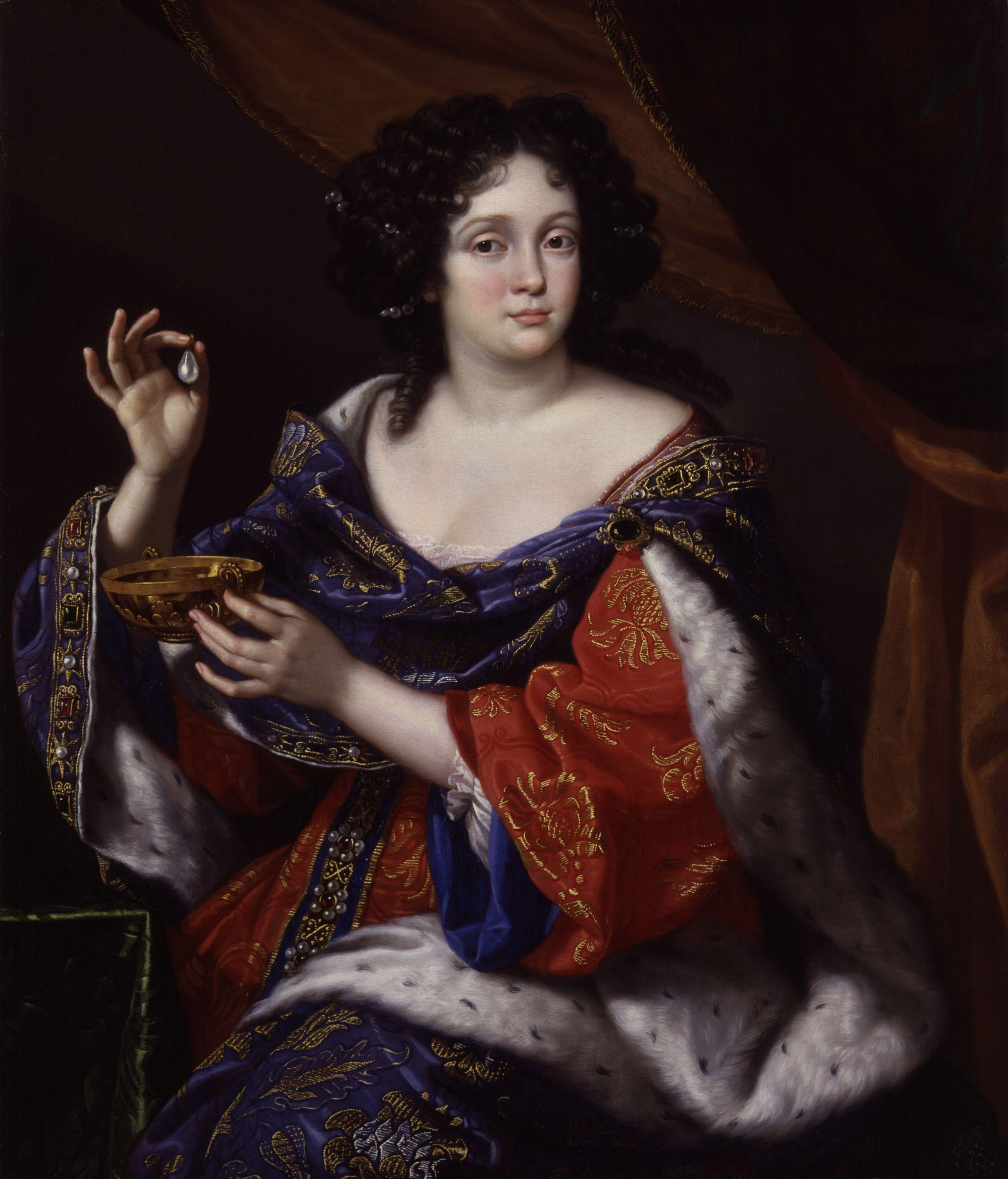
Maria Anna Mancini, księżna de Bouillon

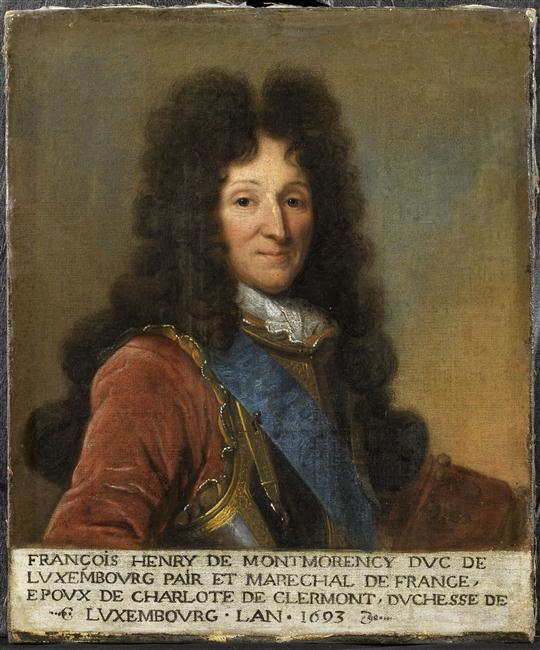
François Henri de Montmorency-Bouteville, książę Piney-Luksemburg

Afera trucicielska (fr. L’affaire des poisons) – najsłynniejsza w historii Francji seria procesów o czary, trucicielstwo i morderstwo mająca miejsce w latach 1677–1682 za panowania króla Ludwika XIV. Na skutek zeznań osób oskarżonych o przygotowywanie trucizn i aborcję, wiele prominentnych osób arystokratycznego pochodzenia zostało oskarżonych o trucicielstwo oraz czarostwo i skazanych na dożywotnie wygnanie lub śmierć. Afera dotknęła wiele osób z wewnętrznego kręgu monarchy i w jej efekcie stracono trzydzieści sześć osób.

## Kontekst i geneza
Za początek afery trucicielskiej uważa się powszechnie proces markizy de Brinvilliers w 1675 roku, która została oskarżona wraz ze swoim kochankiem, dowódcą wojskowym Godinem de Sainte-Croix, o otrucie jej ojca, Antoniego Dreux d’Aubray w 1666 roku i dwóch jej braci – Antoniego d’Aubray i Franciszka d’Aubray w 1670 roku – w celu odziedziczenia ich posiadłości i majątku. Plotkowano również, że w celu sprawdzenia działania trucizny markiza truła biedaków w czasie swoich częstych wizyt w paryskich szpitalach. Natychmiast po wydaniu aktu aresztowania markiza uciekła z kraju, ale wkrótce została podstępem pojmana w Liège i dostarczona do Bastylii. Po kilku dniach tortur i ostatecznym przyznaniu się do zarzucanych jej win, Brinvilliers została skazana na śmierć. Na dzień egzekucji wyznaczono 17 lipca. Od świtu torturowano ją tak zwaną tocą (tortura polegająca na zmuszeniu ofiary do połknięcia około ośmiu litrów wody i jednoczesnym rozciąganiu), po czym przewieziono skazaną na miejsce egzekucji, ścięto (jako szlachcianka miała prawo do śmierci od miecza) i spalono na stosie. Sainte-Croix uniknął publicznej egzekucji, ponieważ zmarł z powodów naturalnych w 1672 roku.
Proces i sensacyjne wyznanie winy skruszonej markizy zwróciły uwagę na sporą liczbę nagłych i niewyjaśnionych śmierci wśród przedstawicieli arystokracji w ostatnim czasie. Prominentne osoby, w tym sam król, zaczęły się obawiać możliwości otrucia.

## Śledztwo i jego skutki
Śledztwo rozpoczęło się w grudniu 1677 roku aresztowaniem Magdelaine de La Grange pod zarzutem fałszerstwa i morderstwa. La Grange odwołała się do markiza Louvois, twierdząc, że jest w posiadaniu informacji na temat spisku, którego celem jest zamordowanie króla i delfina. Louvois poinformował o tym króla, który zlecił szefowi paryskiej policji Gabrielowi Nicolasowi de la Reynie zajęcie się sprawą prowadzonego na szeroką skalę procederu wróżbiarstwa, fałszerstw i trucicielstwa.
Policja była dobrze poinformowana o licznych alchemikach, sprzedawcach eliksirów i środków upiększających, maści mających chronić od ran na wojnie, a także afrodyzjaków. Tajemnicą poliszynela była działalność tych dobrze znanych władzom osób polegająca na produkcji tak zwanego proszku spadkobierców (eufemistyczne określenie trucizny). Większość przesłuchiwanych szybko wyznawała na torturach prawdziwy zakres swojej działalności i dostarczała policjom listę swoich najwyżej postawionych klientów, którzy najprawdopodobniej używali trucizny do usuwania z tego świata rywali i małżonków na królewskim dworze.
Najsłynniejszą osobą zatrzymaną podczas afery trucicielskiej była akuszerka Catherine Deshayes Monvoisin, znana lepiej jako La Voisin, która została aresztowana w 1679 roku, po tym jak jej imię wymieniła na torturach jedna z jej rywalek, Marie Bosse. La Voisin jako swych klientów wymieniła wiele znaczących osób na dworze Króla słońce. Znajdowali się wśród nich Olimpia Mancini, hrabina de Soissons, jej siostra Maria Anna Mancini księżna de Bouillon, Franciszek Henryk de Montmorency-Bouteville, książę Piney-Luksemburg, oraz najważniejsza ze wszystkich Markiza de Montespan, królewska kochanka.
Podczas przesłuchiwań La Voisin stwierdziła, że Montespan kupowała u niej afrodyzjaki i zamawiała czarne msze w intencji odzyskania pełni królewskich uczuć (Ludwik XIV w tym okresie wykazywał oznaki znudzenia kochanką, która po kilku porodach nie zdołała odzyskać figury i sporo straciła na urodzie), oraz oddalenia z dworu swoich licznych, młodych rywalek. Czarne msze miał odprawiać ekskomunikowany mnich Étienne Guibourg używając do niej niemowlęcej krwi. Nie ma żadnych dowodów na potwierdzenie tych twierdzeń La Voisin; najprawdopodobniej chciała uniknąć tortur wyznając imię tak wszechpotężnej na dworze osoby w nadziei, że policja nie ośmieli się dłużej jej badać i zostanie zwolniona. Mimo braku na to dowodów osobę markizy de Montespan otoczyła czarna legenda trucicielki – jej ofiarą miała paść jedna z kochanek Ludwika XIV Marie Angélique de Scorailles, której nagła śmierć po ciężkim porodzie wywołała wiele plotek na dworze.

## Zakończenie procesu
La Voisin została skazana na śmierć za czarostwo i trucicielstwo przez spłonięcie na stosie w 22 lutego 1680 roku. Marszałek Montmorency-Bouteville został początkowo uwięziony w 1680 roku, ale później został uwolniony i awansowany na kapitana gwardii. Królewski intendent Jean-Baptiste Colbert miał przyśpieszyć powrót do łaski zdolnego dowódcy.
De La Reynie powołał za zgodą monarchy specjalną komisję złożoną z najlepszych krajowych jurystów, tak zwaną Chambre Ardente („Izba Ognista”), która stała się jedyną instancją w sprawach o trucicielstwo i czarostwo. W czasie swojego istnienia Izba Ognista prowadziła dochodzenie w wielu sprawach tego rodzaju, niejednokrotnie wzywając do złożenia zeznań osoby szlacheckiego pochodzenia i królewskich dworzan. Po zakończeniu śledztwa Izba skazała trzydzieści cztery osoby na śmierć za uprawianie czarostwa lub praktyk trucicielskich. Dwie zmarły podczas tortur, a kilku dworzan wygnano z kraju. Izba Ognista została rozwiązana 1682 roku, ponieważ Ludwik XIV nie chciał zaryzykować publicznego skandalu poprzez skazanie bliskich mu i spokrewnionych z nim osób. Na wieść o tym szef policji de La Reynie powiedział: Potworność tych zbrodni jest najlepszym zapewnieniem ich prawdziwości.

## Następstwa
Prawdopodobnie najważniejszym następstwem afery trucicielskiej jest wygnanie z Francji hrabiny de Soissons. Jej syn pozostał na dworze, ale niełaska królewska powstrzymywała go przed realizacją jego ambicji – nie mogąc rozwijać swojej kariery militarnej z powodu postępków matki, książę opuścił Francję i żywiąc niechęć do Ludwika XIV wstąpił na służbę zaprzysiężonego wroga Francji – Habsburgów. Eugeniusz Sabaudzki był największym dowódcą wojskowym swojego wieku i to właśnie jego zwycięstwa nad armiami Króla Słońce przyczyniły się do obalenia francuskiej hegemonii w Europie.
Wskutek afery trucicielskiej zarzuty postawiono czterystu czterdziestu dwóm osobom, z czego wydano trzysta sześćdziesiąt siedem nakazów aresztowania, z tej liczby dwieście osiemnaście osób zostało uwięzionych. Spośród nich trzydzieści sześć stracono, pięć skazano na galery, a dwadzieścia trzy wygnano. Ta statystyka nie zawiera osób, które zmarły wskutek długotrwałego uwięzienia, tortur, czy popełniły samobójstwo. Dodatkowo wielu z oskarżonych nigdy nie doprowadzono na miejsce procesu, ale zostało umieszczonych poza systemem sprawiedliwości i uwięzionych dożywotnio za pomocą lettre de cachet.
Spośród osób uwięzionych za pomocą lettre de cachet – sześć kobiet zostało uwięzionych w Château de Villefranche, osiemnastu mężczyzn w Château de Salces, dwanaście kobiet w Belle Île, dziesięciu mężczyzn w Château de Besançon, czternaście kobiet w St Andre de Salins i pięć kolejnych w Fort de Bains.

### Truciciele, magicy, wróżbiarze i fabrykantki aniołków
- Roger, pan de Bachimont, alchemik, powiązany z Ludwikiem de Vanens; dożywotnie uwięziony poprzez lettre de cachet w St Andre de Salins.
- Marie de Bachimont, alchemiczka, powiązana z Ludwikiem de Vanens, żona Rogera de Bachimont; dożywotnie uwięziona poprzez lettre de cachet w St Andre de Salins.
- Mathurin Barenton, trucicielka; stracona we wrześniu 1681 roku.
- La Belliére, wróźbiarka; dożywotnie uwięziona poprzez lettre de cachet.
- Francois Belot, powiązany z La Voisin; stracony w czerwcu 1679 roku.
- Martine Bergerot, wróżbiarka.
- Betrand, trucicielka, powiązana z La Voisin; dożywotnie uwięziona poprzez lettre de cachet w château de Salces.
- Denis Poculot, pan de Blessis, alchemik, kochanek La Voisin; skazany na galery.
- Marie Bosse, wróżbiarka, fabrykantka aniołków i trucicielka; spalona na stosie 8 maja 1679 roku.
- Marie Bouffet, fabrykantka aniołków, powiązana z Marguerite Joly; powieszona w grudniu 1681 roku.
- Pierre Cadelan, powiązany z Vanensem; dożywotnie uwięziony poprzez lettre de cachet.
- Jeanne Chanfrain, kochanka Guibourga.
- Magdelaine Chapelain, wróżbiarka powiązana z Filastre; dożywotnie uwięziona poprzez lettre de cachet na Belle-Île; wiadomo, że zmarła jako ostatnia ze skazanych na dożywotnie uwięzienie osób w 1724 roku.
- Anne Cheron, sprzedawczyni owoców i dostawca obiektów potrzebnych do magicznych rytuałów; stracona w czerwcu 1679 roku.
- Jacques Cotton, celebrant czarnych mszy, powiązany z La Voisin; spalony na stosie w 1680 roku.
- Pierre Dalmas, powiązany z La Chaboissiere; skazany na dożywocie w przytułku.
- Giles Davot, celebrant czarnych mszy, powiązany z La Voisin; stracony w 1681 roku.
- Etienne Debray, powiązany z Deschault; stracony we wrześniu 1681 roku.
- Marguerite Delaporte, trucicielka, powiązana z La Voisin; dożywotnie uwięziona poprzez lettre de cachet w Belle-Île.
- Jacques Deschault, pasterz i magik, stracony w 1681 roku.
- Louison Desloges, powiązana z Marguerite Joly; powieszona w 1681 roku.
- La Dodée, trucicielka, popełniła samobójstwo we więzieniu.
- Louise Duscoulcye, kochanka Dalmaas, trucicielka.
- Françoise Filastre, trucicielka; stracona w 1680 roku.
- Louis Galet, trucicielka; dożywotnie uwięziona poprzez lettre de cachet w château de Besançon.
- Madame Guesdon, trucicielka; dożywotnie uwięziona poprzez lettre de cachet.
- Étienne Guibourg, celebrant czarnych mszy, powiązany z La Voisin; dożywotnie uwięziony poprzez lettre de cachet w château de Besançon.
- Marguerite Joly, wróżbiarka i trucicielka; spalona na stosie w grudniu 1681 roku.
- Latour, kamieniarz, powiązany z la Voisin; dożywotnie uwięziony poprzez lettre de cachet w château de Salces.
- Catherine Lepère, fabrykantka aniołków; stracona w czerwcu 1679 roku.
- Adam Le Sage, czarownik i celebrant czarnych mszy, powiązany z La Voisin; dożywotnie uwięziony poprzez lettre de cachet w château de Besançon.
- Catherine Leroy, powiązana z La Voisin i la Chaboissiere; dożywotnie uwięziona poprzez lettre de cachet w Belle-Île.
- Jeanne Leroux, powiązana z la Voisin; stracona w 1680 roku.
- Margot, służąca la Voisin; dożywotnie uwięziona poprzez lettre de cachet w St Andre de Salins.
- François Mariotte, opat, powiązany z la Voisin i Le Sage; zmarł w więzieniu w 1682 roku.
- Anne Meline, trucicielka, powiązana z Marguerite Joly; powieszona w grudniu 1681 roku.
- François Boucher, wicehrabia de Montmayor, astrolog księcia Piney-Luksemburg, dożywotnie uwięziony poprzez lettre de cachet w château de Salces.
- Marguerite Monvoisin, córka La Voisin; dożywotnie uwięziona poprzez lettre de cachet w Belle-Île-en-Mer.
- Christophe Moreau, pasterz, magik i truciciel; stracony we wrześniu 1681 roku.
- Romani, truciciel, powiązany z La Voisin; dożywotnie uwięziony poprzez lettre de cachet w château de Besançon.
- La Pelletière, wróżbiarka, dostarczycielka dzieci na czarne msze, powiązana z La Voisin; dożywotnie uwięziona poprzez lettre de cachet w Belle-Île.
- Maitre Pierre, trucicielka; dożywotnie uwięziona poprzez lettre de cachet.
- Anne Poligny, trucicielka; stracona w lipcu 1681 roku.
- La Poignard, organizatorka czarnych mszy, dożywotnie uwięziona poprzez lettre de cachet.
- La Poulain, powiązana z La Voisin; dożywotnie uwięziona poprzez lettre de cachet w Belle-Île.
- Catherine Trianon, trucicielka, powiązana z La Voisin; popełniła samobójstwo we więzieniu na początku 1681 roku.
- La Salomond, trucicielka; dożywotnie uwięziona poprzez lettre de cachet.
- Denise Sandosme, trucicielka; stracona w lipcu 1681 roku.
- Louis de Vanens, alchemik; dożywotnie uwięziony poprzez lettre de cachet w St Andre de Salins.
- Vautier, trucicielka, powiązana z la Voisin; dożywotnie uwięziona poprzez lettre de cachet.
- Marie Vigoreaux, powiązana z La Bosse; zmarła na skutek tortur w maju 1679 roku.
- La Voisin, „królowa” paryskiego półświatka trucicieli i wróżbiarzy, wróżbiarka, trucicielka i organizatorka czarnych mszy; spalona na stosie 22 lutego 1680 roku.

### Klienci
- Benigna, markiza de Alluye, klientka la Voisin; opuściła dwór celem uniknięcia procesu i później uzyskała królewską zgodę do powrotu na dwór.
- Pierre Bonnard, sekretarz księcia, klient Le Sage; skazany na galery w maju 1680 roku.
- Marie Brissart, klientka La Voisin i Le Sage; ukarana grzywną i wygnana.
- Marie de Broglio, markiza de Canilhac, klientka la Voisin; nigdy nie została wezwana na proces.
- Anne Carada, klientka Deschaulta i Debraya; stracona 25 czerwca 1681 roku.
- La Chaboissiere, Jan Bartholominat, służący Ludwika de Vanens; ostatnia osoba stracona wskutek Afery Trucicielskiej 16 lipca 1682 roku.
- Louis de Guilhem de Castelnau, markiz de Cessac, klient Le Sage; opuścił kraj by uniknąć procesu. Powrócił w 1691 roku.
- Madame Cottard, klientka Le Sage; upomniana i skazana na grzywnę.
- Madame Desmaretz, klientka Le Sage; skazana na grzywnę.
- Françoise de Dreux, klientka La Voisin; wygnana ze stolicy.
- Madeleine de la Ferte, klientka la Voisin; uniewinniona.
- Antonie de Pas, markiz de Feuquieres, klient la Voisin; nigdy nie przybył na proces.
- Madame Ferry, klientka La Voisin; stracona w 1679 roku.
- Maugerite Leféron, klientka La Voisin; wygnana ze stolicy i skazana na grzywnę.
- Madame Lescalopier, klientka Polignego i Sandosmea; opuściła dwór i uniknęła procesu.
- Jean Maillard, klientka Moreau; stracony w lutym 1682 roku.
- Olimpia Mancini, hrabina de Soissons, klientka La Voisin; wygnana[10][11].
- Maria Anna Mancini, księżna de Bouillon, klientka La Voisin; wygnana do prowincji.
- François Henri de Montmorency-Bouteville, książę Piney-Luksemburg, klient La Voisin; ułaskawiony.
- Françoise Athénaïs de Rochechouart de Mortemart, klientka La Voisin; nigdy nie przesłuchiwana.
- Madame Philbert, klientka La Voisin; powieszona.
- Jaqqueline du Roure, wicehrabina de Polignac, klientka la Voisin i Le Sage; opuściła dwór w celu uniknięcia procesu. Powróciła w 1686 roku, ale została wygnana ze stolicy.
- Maugerite de Poulaillon, klientka Marie Bosse; uwięziona w klasztorze.
- Claude Marie du Roure, klientka la Voisin i Le Sage; oczyszczona z zarzutów w marcu 1680 roku, ale ostatecznie wygnana ze stolicy.
- Marie Louise Charlotta, księżna de Tingry, klientka Voisin; oczyszczona z zarzutów.
- Marie Vertemart, klientka la Voisin; skazana na dożywocie w przytułku.
- Antoniette, księżna de Vivonne, klientka La Voisin i Filastre; nigdy nie przybyła na proces.